# Метод варіації параметрів
Метод варіації параметрів або метод варіації довільної сталої (англ. variation of parameters, variation of constants) — це загальний метод для розв'язання неоднорідних лінійних звичайних диференціальних рівнянь. А саме знаходження часткового розв'язку неоднорідного рівняння, знаючи розв'язок відповідного однорідного рівняння.
Для неоднорідних лінійних диференціальних рівнянь першого порядку зазвичай можливо з набагато меншими зусиллями знайти розв'язки, використовуючи інтегрувальний множник або невизначені коефіцієнти, хоча ці методи послуговуються евристиками, що вимагає вгадування і не спрацьовує для всіх неоднорідних лінійних диференціальних рівнянь.
Варіацію параметрів можна також поширити і на диференціальні рівняння з частинними похідними, конкретно на неоднорідні задачі для рівнянь лінійної еволюції як-от рівняння теплопровідності, хвильове рівняння і рівняння вібрування пластини.  У цих умовах, метод відомий як принцип Дюамеля.

## Лінійне диференціальне рівняння першого порядку
{\displaystyle y'+p(x)y=q(x)}
Розв'яжемо відповідне ЛОР і запишемо його загальний розв'язок.
{\displaystyle y'+p(x)y=0}.
Однорідне рівняння можна розв'язати довільним методом, наприклад методом розділення змінних:
{\displaystyle {\frac {d}{dx}}y+p(x)y=0}
{\displaystyle {\frac {dy}{dx}}=-p(x)y}
{\displaystyle {dy \over y}=-{p(x)dx},}
{\displaystyle \int {\frac {1}{y}}\,dy=-\int p(x)\,dx}
{\displaystyle ln{(y)}=-\int p(x)\,dx+C}
{\displaystyle y=e^{-\int p(x)\,dx+C}=Ce^{-\int p(x)\,dx}}
Загальний розв'язок: 
{\displaystyle y_{3}=Ce^{-\int p(x)\,dx}}
Тепер розв'яжемо неоднорідне рівняння: 
{\displaystyle y'+p(x)y=q(x)}
Використовуючи метод варіації довільних сталих, ми отримаємо частковий розв'язок із загального:
{\displaystyle y_{4acm}=C(x)e^{-\int p(x)\,dx}}
Підставляючи частковий розв'язок в нелінійне рівняння ми можемо знайти C(x):
{\displaystyle C'(x)e^{-\int p(x)\,dx}-C(x)p(x)e^{-\int p(x)\,dx}+p(x)C(x)e^{-\int p(x)\,dx}=q(x)}
{\displaystyle C'(x)e^{-\int p(x)\,dx}=q(x)}
{\displaystyle C'(x)=q(x)e^{\int p(x)\,dx}}
{\displaystyle C(x)=\int q(x)e^{\int p(x)\,dx}\,dx+C}
Тоді частковий розв'язок:
{\displaystyle y_{4acm}=Ce^{-\int p(x)\,dx}\int q(x)e^{\int p(x)\,dx}\,dx}
І загальний розв'язок лінійного неоднорідного рівняння є сумою загального розв'язку відповідного однорідного рівняння та деякого частинного розв'язку лінійного неоднорідного рівняння:
{\displaystyle y=y_{3}+y_{4acm}}
{\displaystyle y=Ce^{-\int p(x)\,dx}\int q(x)e^{\int p(x)\,dx}\,dx+Ce^{-\int p(x)\,dx}}

## Звичайне диференціальне рівняння другого порядку
{\displaystyle y''+p(x)y'+q(x)y=g(x).}
Припустимо, що нам відомі лінійно незалежні розв'язки {\displaystyle y_{1}(x)} і {\displaystyle y_{2}(x)} для відповідного однорідного рівняння
{\displaystyle y''+p(x)y'+q(x)y=0,}
тоді ми шукаємо {\displaystyle v_{1}(x)} і {\displaystyle v_{2}(x)} такі, що
{\displaystyle y^{*}=v_{1}y_{1}+v_{2}y_{2}}
{\displaystyle y^{'*}=(v_{1}^{'}y_{1}+v_{2}^{'}y_{2})+(v_{1}y_{1}^{'}+v_{2}y_{2}^{'}).}
Тепер накладемо таку додаткову умову:
{\displaystyle v_{1}^{'}y_{1}+v_{2}^{'}y_{2}=0}
отже 
{\displaystyle y^{'*}=v_{1}y_{1}^{'}+v_{2}y_{2}^{'}}
{\displaystyle y^{''*}=v_{1}^{'}y_{1}^{'}+v_{2}^{'}y_{2}^{'}+v_{1}y_{1}^{''}+v_{2}y_{2}^{''}}
Підставимо {\displaystyle y^{*},y^{'*}} і {\displaystyle y^{''*}} в початкове рівняння, у результаті отримуємо
{\displaystyle v_{1}(y_{1}^{''}+py_{1}^{'}+qy_{1})+v_{2}(y_{2}^{''}+py_{2}^{'}+qy_{2})+v_{1}^{'}y_{1}^{'}+v_{2}^{'}y_{2}^{'}=g(x),}
що спрощується до 
{\displaystyle v_{1}^{'}y_{1}^{'}+v_{2}^{'}y_{2}^{'}=g(x).}
Разом із додатковою умовою маємо систему
{\displaystyle \left\{{\begin{matrix}v_{1}^{'}y_{1}+v_{2}^{'}y_{2}=0\\v_{1}^{'}y_{1}^{'}+v_{2}^{'}y_{2}^{'}=g(x)\end{matrix}}\right.\ .}
Для розв'язання щодо {\displaystyle v_{1}^{'}} і {\displaystyle v_{1}^{'}} використаємо правило Крамера, отримуємо
{\displaystyle v_{1}^{'}={\begin{vmatrix}0&y_{2}\\g(x)&y_{2}^{'}\end{vmatrix}}/{\begin{vmatrix}y_{1}&y_{2}\\y_{1}^{'}&y_{2}^{'}\end{vmatrix}}=-{y_{2}\ g(x) \over W(x)}}
{\displaystyle v_{2}^{'}={\begin{vmatrix}y_{1}&0\\y_{1}^{'}&g(x)\end{vmatrix}}/{\begin{vmatrix}y_{1}&y_{2}\\y_{1}^{'}&y_{2}^{'}\end{vmatrix}}={y_{1}\ g(x) \over W(x)},}
де {\displaystyle W(y_{1},y_{2})=W(x)=y_{1}\ y_{2}^{'}-y_{2}\ y_{1}^{'}}
це визначник Вронського, який є функцією тільки від {\displaystyle x,} отже ми можемо проінтегрувати і отримати
{\displaystyle v_{1}\equiv -\int {y_{2}\ g(x) \over W(x)}\,dx}
{\displaystyle v_{2}\equiv \int {y_{1}\ g(x) \over W(x)}\,dx,}
довільні сталі інтегрування можна опустити, оскільки нам достатньо одного часткового розв'язку. Тепер, отримані {\displaystyle v_{1}(x)} і {\displaystyle v_{2}(x),} можна підставити для отримання часткового розв'язку
{\displaystyle y^{*}=v_{1}y_{1}+v_{2}y_{2}.}